# Gleichdruckturbine

Schema einer Gleichdruckturbine (Pelton-Turbine) mit Darstellung des Druck- und Geschwindigkeitsverlaufs. Im Bereich des Laufrads (rot hinterlegt) wird die Geschwindigkeit des Fluides abgebaut, der Druck bleibt hingegen konstant.

Unter einer Gleichdruckturbine, auch Aktionsturbine oder Impulsturbine genannt, versteht man eine Turbine, bei der das Arbeitsmedium vor und nach dem Laufrad den gleichen statischen Druck hat. Die verwendbare Arbeit für das Laufrad kommt ausschließlich aus der Umwandlung der Bewegungsenergie, des dynamischen Drucks des Arbeitsmediums, gemäß der Bernoullischen Energiegleichung. Eine Gleichdruckturbine hat einen Reaktionsgrad von Null. Der Gegenbegriff zur Gleichdruckturbine ist die Überdruck- oder Reaktionsturbine.

## Technik
Beispiele für Gleichdruckturbinen sind die Pelton-Turbine, Curtis-Turbine, Laval-Turbine und die Durchströmturbine.
Gleichdruckturbinen werden überwiegend in Kammerbauweise gebaut, da die Querschnittsflächen für Leckströme kleiner sind im Vergleich zur Trommelbauweise. Die Kammerbauweise wird auch auf Grund der sehr geringen Axialkräfte möglich, denn hohe Axialkräfte sind typisch für Überdruckturbinen.
Das Gegenstück zur Gleichdruckturbine ist die Überdruckturbine, auch Reaktionsturbine genannt (Reaktionsgrad > 0).

## Eigenschaften
Es gibt Eigenschaften, die allen Gleichdruckturbinen gemeinsam sind, und solche, die nur bei mehrstufigen Dampfturbinen eine Rolle spielen. Gasturbinen werden hier nicht betrachtet, da diese immer als Überdruckturbinen ausgeführt sind.

### Eigenschaften aller Gleichdruckturbinen
- Die Abdichtung zwischen Laufschaufel und Gehäuse ist nicht so wichtig, weil keine Druckdifferenz vor und nach den Laufschaufeln besteht.
- Eine Teil- oder Mehrfachbeaufschlagung ist möglich, da sich das Arbeitsmedium nach Verlassen der Leitschaufel nicht ausdehnt.
- Bei gleicher Leistungsabgabe dreht eine Gleichdruckstufe langsamer als, nämlich nur 0,707-mal (= 1/√2) so schnell, wie eine Überdruckstufe mit einem Reaktionsgrad von 0,5, vorausgesetzt Massenstrom und Turbinendurchmesser sind gleich.[2]
- Bei gleicher Drehzahl gibt eine Gleichdruckstufe doppelt so viel Leistung ab wie eine Überdruckstufe mit einem Reaktionsgrad von 0,5, vorausgesetzt Massenstrom und Turbinendurchmesser sind gleich.
- Eine Turbine mit Gleichdruckbeschaufelung hat im Vergleich zu anderen Turbinen das größte Losreißmoment und ist deswegen in der Technik insbesondere dort interessant, wo bei kleinen Drehzahlen hohe Anfahrmomente erforderlich sind. So werden Gleichdruckstufen etwa in Air-Startern (mit Druckluft betrieben) von Strahltriebwerken verwendet.

### Gleichdruck-Dampfturbine
Die folgenden Eigenschaften gelten nur für mehrstufige Dampfturbinen, da Wasserturbinen nicht mehrstufig ausgeführt werden.
- Kleinere Stufenanzahl gegenüber einer Überdruckturbine, weil sich in einer Stufe ein größeres Druckgefälle nutzen lässt.[4]
- Der Wirkungsgrad einer Gleichdruckturbine ist etwas kleiner als derjenige einer Überdruckturbine. Es treten größere Verluste in der Beschaufelung auf weil ein größeres Druckgefälle abgebaut wird, das zu höheren Geschwindigkeiten des Mediums in den Leitschaufeln führt. Zudem wird die Strömung in den Leitschaufeln stärker abgelenkt.[5] Bei teilbeaufschlagten Turbinen entstehen Ventilationsverluste an den nicht beaufschlagten Schaufeln.
- Nötig sind deutlich komplexer geformte und mechanisch robustere und damit teurere Schaufeln als bei Reaktionsturbinen.